# Malm
Malm è un villaggio della Norvegia, situato nella municipalità di Steinkjer, nella contea di Trøndelag.